# 2002年冬季残疾人奥林匹克运动会挪威代表团
2002年冬季残疾人奥林匹克运动会挪威代表团是挪威派出的2002年冬季残疾人奥林匹克运动会代表团。获得10枚金牌、3枚银牌和6枚铜牌。